# Kimmie Meissnerová
Kimberly Claire Meissner známá spíše jako Kimmie Meissner (* 4. října 1989, Towson, Maryland) je bývalá americká krasobruslařka. Je mistryní světa
 z roku 2006. Na olympiádě v Turíně skončila šestá. V roce 2007 vyhrála mistrovství čtyř kontinentů v krasobruslení, stala se seniorskou mistryní USA a vyhrála Americkou brusli.
Její nejlepší výkon byl 189,87 bodu na MS 2006. Je jednou z mála krasobruslařek, které v soutěži předvedly trojitý Axel-Paulsenův skok.
Kariéru ukončila v roce 2010, poté vystupovala v show Stars on Ice a od roku 2016 působí jako trenérka mládeže.